# فريد الحربي
فريد حمد الحربي وومن مواليد عام 1410 هـ .
كان يلعب سابقاً بخط هجوم فريق الطائي بحائل، صعد للفريق الأول موسم 1429 واستطاع تثبيت نفسه أساسي بالفريق الأول. يعتبر هداف الفريق الأول لموسم 1429 هـ بثمانية أهداف في دوري الدرجة الأولى.
وقع في عام 2015 مع نادي النهضة و لعب له لمدة 4 شهور و انهى ارتباطه بالنهضة بعدها .
وقع بعدها مع نادي الحزم و لعب له لمدة موسم في عام 2015-2016
بعدها وقع عقد لمدة سنتين مع نادي الوحدة و بعدها وقع مع نادي العين و عاد بعدها إلى نادي الطائي ونادي الوشم.

## روابط خارجية
- فريد الحربي على موقع قاعدة بيانات كرة القدم.إي يو (الإنجليزية)
- فريد الحربي على موقع Soccerway.com (الإنجليزية)
- فريد الحربي على موقع كووورة